# Băcani (gmina)
Băcani – gmina w Rumunii, w okręgu Vaslui. Obejmuje miejscowości Băcani, Băltățeni, Drujești, Suseni i Vulpășeni. W 2011 roku liczyła 2814 mieszkańców.